# Lagoana brunnea
Lagoana brunnea är en insektsart som beskrevs av Synave 1957. Lagoana brunnea ingår i släktet Lagoana och familjen Dictyopharidae. Inga underarter finns listade i Catalogue of Life.